# Autoworld
 (août 2025).
 (août 2025).
Si vous disposez d'ouvrages ou d'articles de référence ou si vous connaissez des sites web de qualité traitant du thème abordé ici, merci de compléter l'article en donnant les références utiles à sa vérifiabilité et en les liant à la section « Notes et références ».
Ne doit pas être confondu avec Six Flags AutoWorld.
Autoworld est un musée de l'automobile situé à Bruxelles, en Belgique. Le musée, installé dans l'immense Halle sud-est des Palais du Cinquantenaire (Parc du Cinquantenaire), abrite une large collection de plus de 300 véhicules, comprenant des voitures et des motos de différentes époques. Il est remarquable pour ses collections de véhicules anciens et de fabrication belge, notamment des Minerva et plusieurs limousines ayant appartenu à la famille royale belge. En plus de sa collection permanente, Autoworld organise régulièrement des expositions temporaires mettant en lumière divers aspects de l'histoire automobile.

## Histoire
Autoworld est installé dans un bâtiment historique construit en 1880 pour célébrer le 50e anniversaire du Royaume de Belgique. Conçu par l'architecte Gédéon Bordiau, ce bâtiment, également appelé Palais Mondial, fait partie du complexe du Parc du Cinquantenaire et a été initialement édifié pour l'Exposition universelle de 1888. Sa structure, caractérisée par une impressionnante charpente métallique et de larges verrières, a accueilli au début du 20e siècle de nombreuses foires et événements, notamment des salons automobiles dès 1902.

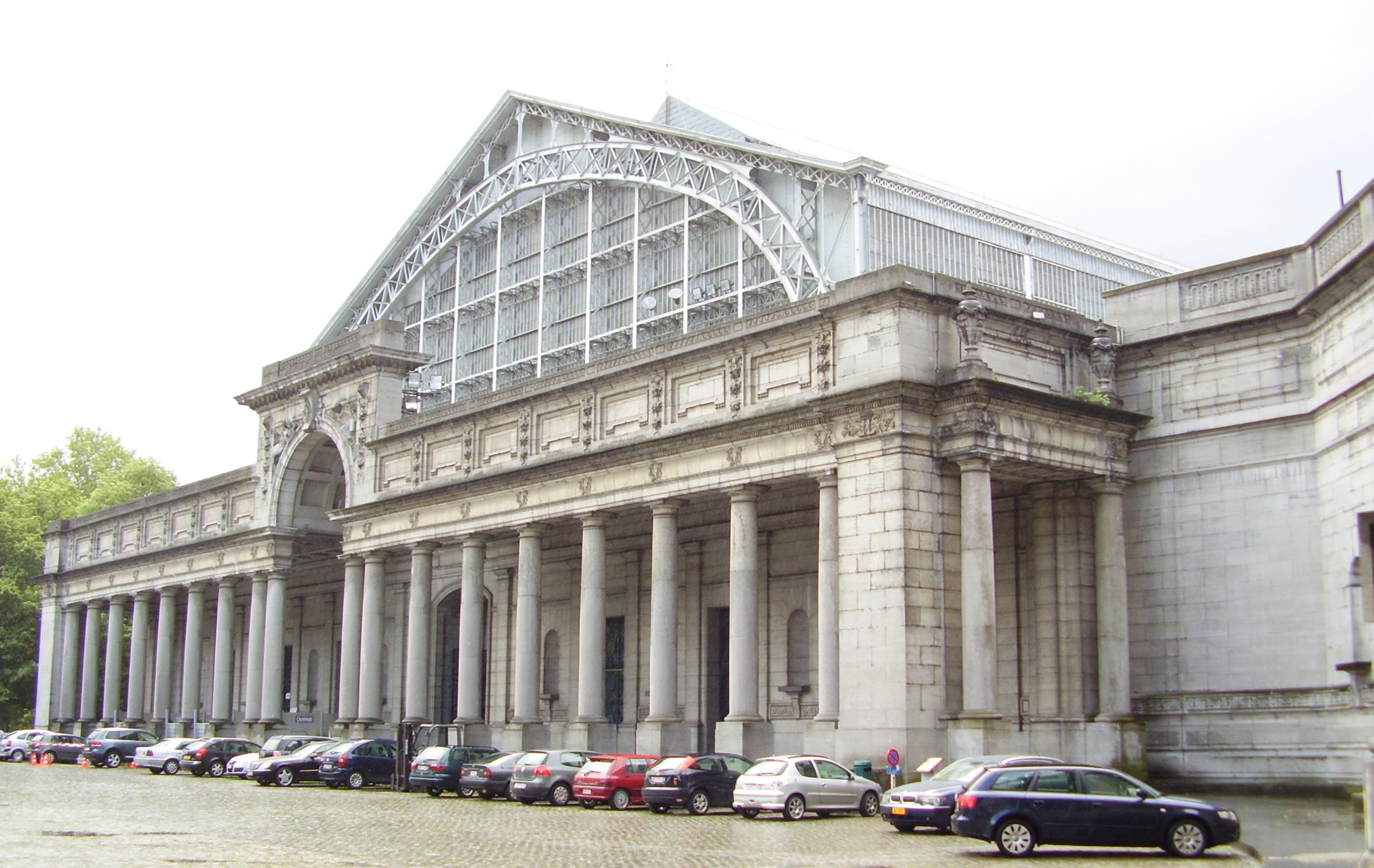
Entrée du Palais Mondial (Halle sud-est), abritant Autoworld

Le musée a été fondé en 1986 à l'initiative de l'entrepreneur belge Charly De Pauw, avec le soutien du célèbre collectionneur automobile Ghislain Mahy. La passion de Mahy pour les voitures anciennes a débuté en 1944, lorsqu'il acheta sa première voiture de collection, une Ford T. Ce véhicule marqua le début d'une impressionnante collection qui allait devenir les Mahymobiles, regroupant plus de mille véhicules. La collection Mahy a constitué la base de l'exposition d'Autoworld, Mahy ayant mis à disposition un grand nombre de voitures classiques.
Les premiers véhicules exposés à Autoworld provenaient directement de la collection Mahy. Parmi ces premiers modèles figuraient une Minerva Type A de 1904 et une Rolls-Royce Silver Ghost de 1921. Grâce aux efforts de De Pauw et Mahy, et en collaboration avec divers partenaires, Autoworld s'est développé pour devenir l'un des plus importants musées automobiles d'Europe.
La mission d'Autoworld est de présenter l'histoire, le présent et l'avenir de l'automobile à un public aussi large que possible. Le musée s'adresse aussi bien aux passionnés d'automobiles qu'aux familles, aux écoles et aux visiteurs internationaux. En plus d'exposer des véhicules, Autoworld joue un rôle actif dans l'éducation et l'organisation d'événements liés au monde automobile.
Entre 2011 et 2021, Autoworld a connu une croissance remarquable, triplant à la fois son nombre de visiteurs et ses revenus. L'objectif est d'ici 2030 de devenir l'un des musées automobiles les plus influents au monde.

## Thèmes
Autoworld présente des véhicules de différentes époques, allant des premières automobiles aux voitures de sport modernes. La collection illustre l'évolution du design automobile et les avancées technologiques du secteur. Parmi les principales zones thématiques du musée, on retrouve :
- Sport et Compétition
- Zone Mahy
- Zone Belge
- Les Ateliers
- Zone Thiry
- Zone Royale
- Salle des Médias
- Zone des Années 50
- Zone Pierre D'Ieteren
- Zone Électrique
- Zone Supercars
- Motos Belges
- Histoire du Design Automobile
- Les héros de bande dessinée : Michel Vaillant
- Les voitures de Tintin

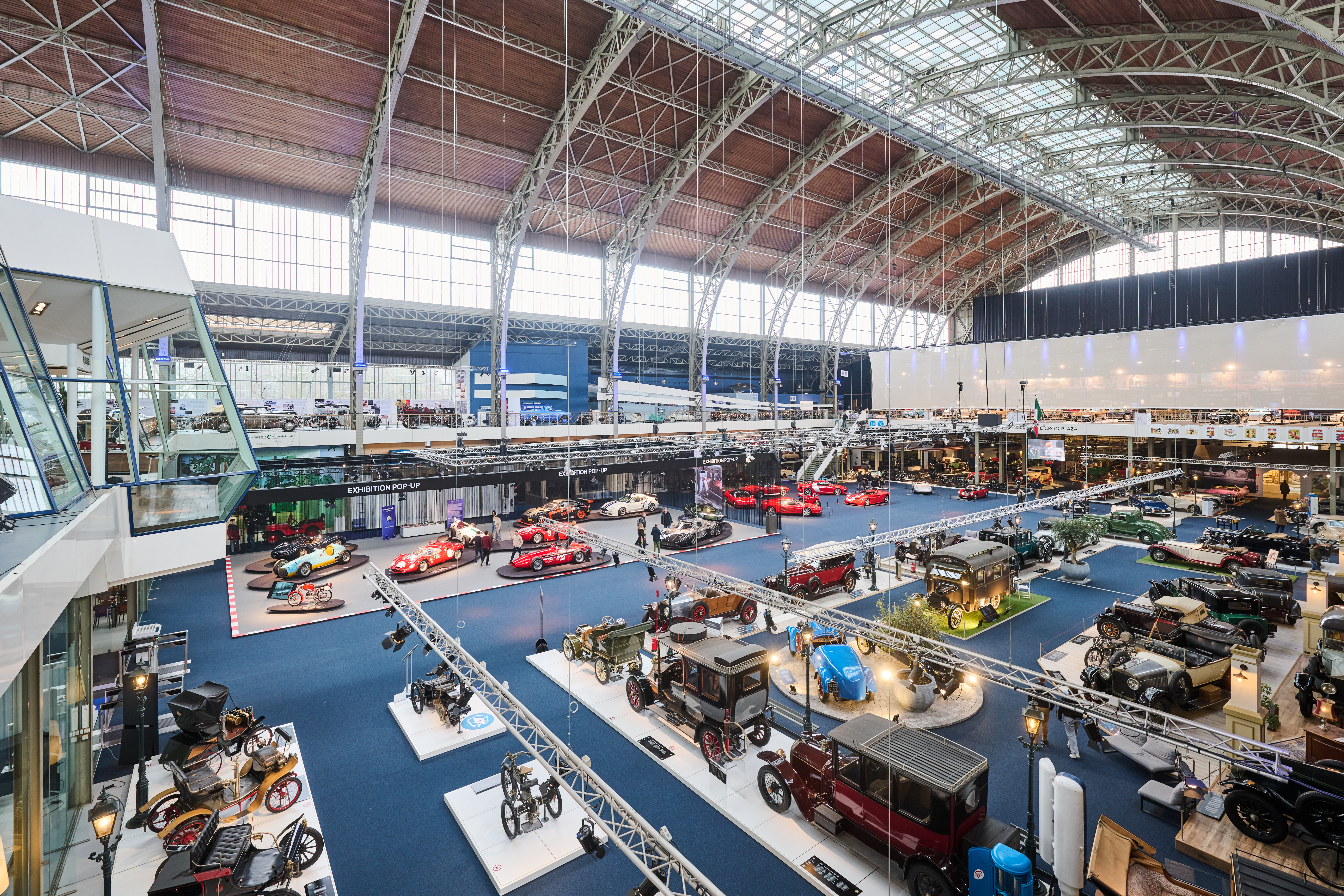
Vue d'ensemble
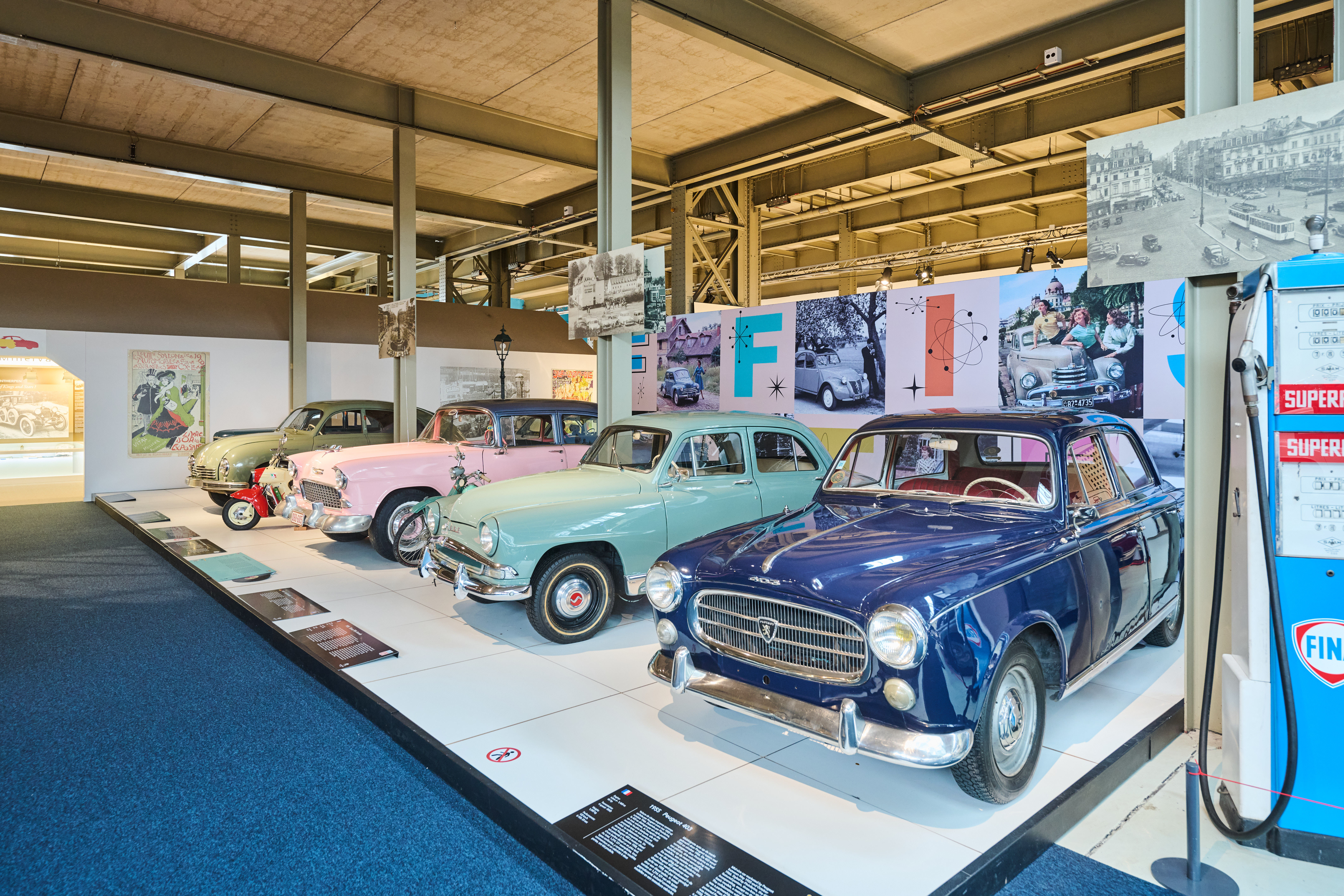
Zone 50
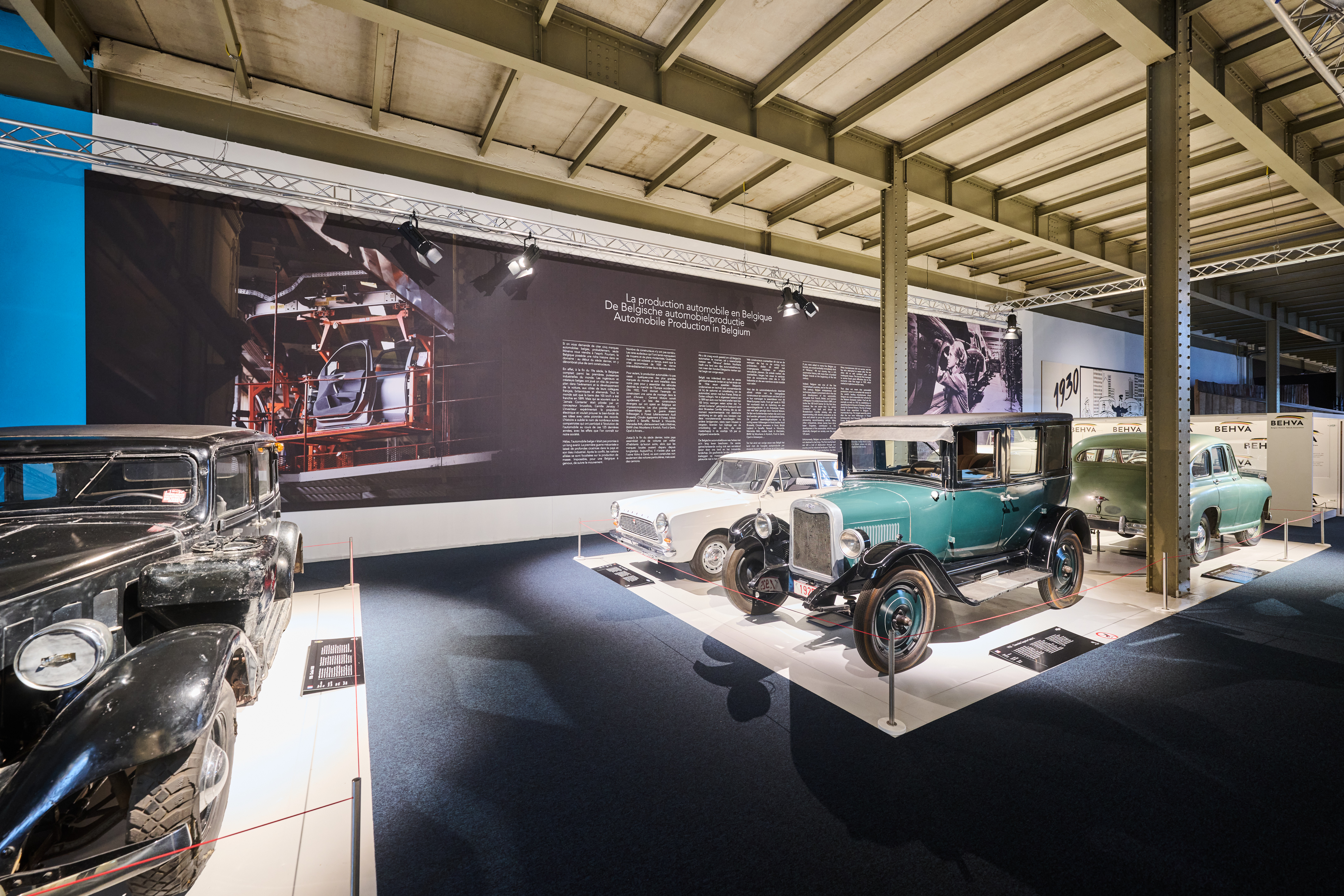
Zone belge

## Événements et activités
Autoworld n'est pas seulement un musée, c'est aussi un lieu événementiel dynamique. Il accueille de nombreux événements liés à l'automobile, tels que :
- Des salons de voitures classiques
- Des expositions thématiques autour d'événements, de marques ou de modèles spécifiques
- Des événements d'entreprise et des soirées de gala
- Des ateliers éducatifs et des visites guidées

## Accès et localisation
Autoworld est ouvert presque toute l'année et se situe dans le Parc du Cinquantenaire, un lieu central et historiquement important à Bruxelles. Le musée est facilement accessible en transports en commun.